# Basketball-Südamerikameisterschaft 2003
Die Basketball-Südamerikameisterschaft 2003, die vierzigste Basketball-Südamerikameisterschaft, fand zwischen dem 22. und 27. Juli 2003 in Montevideo, Uruguay statt, das zum achten Mal die Meisterschaft ausrichtete. Gewinner war die Nationalmannschaft Brasiliens, die zum sechzehnten Mal den Titel erringen konnte. 

## Mannschaften
Argentinien
| Position | #  | Name                    |
| -------- | -- | ----------------------- |
| F        | 4  | Federico Kammerichs     |
| G        | 5  | Pablo Prigioni          |
| C        | 6  | Roman Gonzalez          |
| -        | 7  | Bruno Labaque           |
| F        | 8  | Diego Lo Grippo         |
| G        | 9  | Patricio Prato          |
| F        | 10 | Leonardo Gutiérrez      |
| C        | 11 | Martín Leiva            |
| F        | 12 | Leandro Palladino       |
| G        | 13 | Paolo Quinteros         |
| G        | 14 | Julio Mázzaro           |
| C        | 15 | Gabriel Diego Fernández |

 Brasilien
| Position | #  | Name                        |
| -------- | -- | --------------------------- |
| G        | 4  | Marcelo Machado             |
| G        | 5  | Arnaldo Souza Moreira Filho |
| -        | 6  | Andre Luiz Chueri Da Silva  |
| G        | 7  | Válter da Silva             |
|          | 8  | Tiago Valentin de Lima      |
| G        | 9  | Demétrius Conrado Ferracciú |
| F        | 10 | Alex Garcia                 |
| C        | 11 | Anderson Varejão            |
| F        | 12 | Guilherme Giovannoni        |
| F        | 13 | Renato Lamas Pinto          |
| F        | 14 | Andre Luiz Quirino Pereira  |
| F        | 15 | Tiago Splitter              |

 Chile
| Position | #  | Name                              |
| -------- | -- | --------------------------------- |
| SF       | 4  | Franco Galo Lara Barbieri         |
| G        | 5  | Marcelo Eduardo Hernandez Alvarez |
| -        | 6  | Patrick Saez Carvajal             |
| -        | 7  | Lino Tomas Saez Carvajal          |
| -        | 8  | Cristian Marcelo Perez Barria     |
| G        | 9  | Erik Carrasco Follert             |
| -        | 10 | Pablo Avila Barrera               |
| C        | 11 | Patricio Briones                  |
| -        | 12 | Pablo Coro Oyarzo                 |
| -        | 13 | Alexander Miller                  |
| -        | 14 | Jorge Soto Molina                 |
| -        | 15 | Claus Mauricio Prutzmann          |

 Paraguay
| Position | #  | Name                               |
| -------- | -- | ---------------------------------- |
| -        | 4  | Renzo Antolin Ferrari              |
| -        | 5  | Daniel Perez                       |
| -        | 6  | Francisco Yugovich Guillen         |
| -        | 7  | Miguel Mora                        |
| -        | 8  | Christian Viveros Guillen          |
| PF       | 9  | Edison Anibal Ortiz Zarza          |
| -        | 10 | Roberto Gianni Laratro Bosch       |
| -        | 11 | Adrian Tovar Amadeo                |
| -        | 12 | Victor Brizuela                    |
| -        | 13 | Sergio Mario Marquez Chiola        |
| -        | 14 | Jose Adrian Carrillo Tabakman      |
| C        | 15 | Guillermo Alejandro Araujo Capello |

 Uruguay
| Position | #  | Name                      |
| -------- | -- | ------------------------- |
| F        | 4  | Juan Manuel Moltedo Firpo |
| SF       | 5  | Emilio Taboada            |
| SF       | 6  | Mauricio Aguiar           |
| PG       | 7  | Alejandro Muro            |
| -        | 8  | Enrique Jorge Lopez Vilas |
| -        | 9  | Trelonnie Dewel Owens     |
| SG       | 10 | Leandro García Morales    |
| SG       | 11 | Martín Osimani            |
| -        | 12 | Gustavo Szczygielski      |
| -        | 13 | Luis Silveira             |
| C        | 14 | Marcel Bouzot Stefano     |
| C        | 15 | Esteban Batista           |

 Venezuela
| Position | #  | Name                               |
| -------- | -- | ---------------------------------- |
| SF       | 4  | Victor Diaz                        |
| F        | 5  | Luis Julio                         |
| PG       | 6  | Yumerving Mijares                  |
| -        | 7  | Edgar Orlando Arteaga Ladera       |
| F/C      | 8  | Tomás Aguilera                     |
| SF       | 9  | Rafael Guevara                     |
| G        | 10 | Diego Alejandro Guevara Salas      |
| -        | 11 | Arnaldo Aandres Amundaray Villalba |
| G/F      | 12 | Gregory Vallenilla                 |
| -        | 13 | Roque José Osorio Puche            |
| -        | 14 | Rosmel Leonel Blanco Pantoja       |
| G/F      | 15 | Carlos Morris                      |

## Schiedsrichter
Roberto Angel Settembrini

 Sergio de Jesus Pacheco

 Patricio Enrique Menares Vasquez

 Victor Manuel Garcia Chacon

 Cesar Augusto Rodriguez Esquivel

 Guido Pedro Bobadilla Chavez

 Alvaro Dario Trias Iglesias

 Miguel Angel Nieto

 Rodrigo Lopez Desio

## Spielort

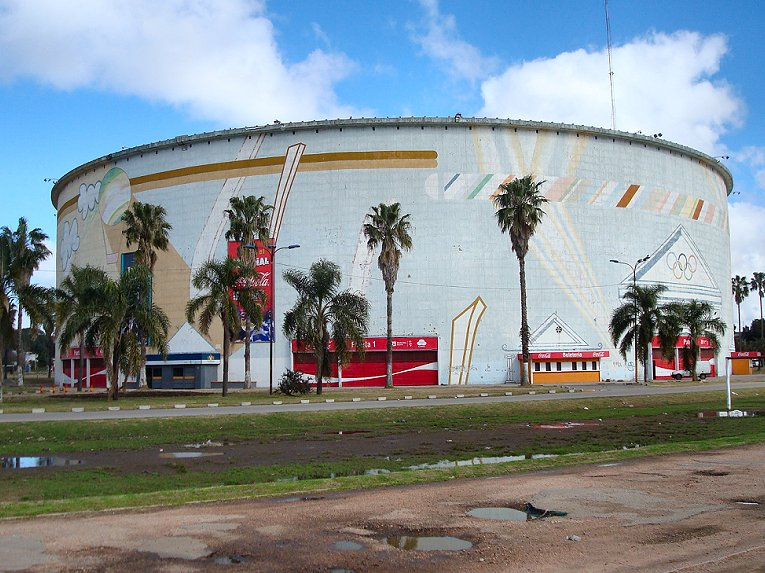
Cilindro Municipal Ort: Montevideo Kapazität: 18.000

## Ergebnisse

### Vorrunde
In der Vorrunde spielte jede der sechs Mannschaften gegen die jeweils anderen einmal, sodass jede Mannschaft fünf Spiele (insgesamt fanden 15 Spiele statt) absolvierte. Pro Sieg gab es zwei Punkte, für eine Niederlage immerhin noch einen Punkt. Der Erst- und Zweitplatzierte zogen in das Finale ein, der Dritt- und Viertplatzierte zogen in das Spiel um Platz 3 ein. 
| Platzierung | Mannschaft  | Punkte | G | V | Körbe   | Diff |
| ----------- | ----------- | ------ | - | - | ------- | ---- |
| 1           | Brasilien   | 10     | 5 | 0 | 444:347 | +97  |
| 2           | Argentinien | 9      | 4 | 1 | 472:333 | +139 |
| 3           | Uruguay     | 8      | 3 | 2 | 379:370 | +9   |
| 4           | Venezuela   | 7      | 2 | 3 | 429:406 | +23  |
| 5           | Chile       | 6      | 1 | 4 | 373:429 | −56  |
| 6           | Paraguay    | 5      | 0 | 5 | 271:483 | −212 |

| 22. Juli 16:30 | Report | Argentinien                                                                       | 102 – 68 | Chile                                                                               | El Cilindro Schiedsrichter: Cesar Augusto Rodriguez Esquivel, Miguel Angel Nieto |
| 22. Juli 16:30 | Report | Punkte pro Viertel: 22 : 16, 38 : 10, 15 : 20, 27 : 22                            |          |                                                                                     | El Cilindro Schiedsrichter: Cesar Augusto Rodriguez Esquivel, Miguel Angel Nieto |
| 22. Juli 16:30 | Report | Punkte: Julio Mazzaro 27 Rebounds: Federico Kammerichs 8 Assists: Bruno Labaque 5 |          | Punkte: Patrick Carvajal 18 Rebounds: Patricio Moller 9 Assists: Patrick Carvajal 3 | El Cilindro Schiedsrichter: Cesar Augusto Rodriguez Esquivel, Miguel Angel Nieto |
| 22. Juli 16:30 | Report |                                                                                   |          |                                                                                     | El Cilindro Schiedsrichter: Cesar Augusto Rodriguez Esquivel, Miguel Angel Nieto |

| 22. Juli 18:30 | Report | Paraguay                                                                                      | 45 – 93 | Brasilien                                                                                   | El Cilindro Schiedsrichter: Alvaro Dario Trias Iglesias, Rodrigo Lopez Desio |
| 22. Juli 18:30 | Report | Punkte pro Viertel: 13 : 24, 16 : 23, 5 : 24, 11 : 22                                         |         |                                                                                             | El Cilindro Schiedsrichter: Alvaro Dario Trias Iglesias, Rodrigo Lopez Desio |
| 22. Juli 18:30 | Report | Punkte: Adrian Amadeo 15 Rebounds: Jose Tabakman, Daniel Perez 8 Assists: Christian Guillen 2 |         | Punkte: Guilherme Giovannoni 22 Rebounds: Guilherme Giovannoni 8 Assists: Valter Da Silva 4 | El Cilindro Schiedsrichter: Alvaro Dario Trias Iglesias, Rodrigo Lopez Desio |
| 22. Juli 18:30 | Report |                                                                                               |         |                                                                                             | El Cilindro Schiedsrichter: Alvaro Dario Trias Iglesias, Rodrigo Lopez Desio |

| 22. Juli 21:30 | Report | Uruguay                                                                                                | 73 – 66 | Venezuela                                                             | El Cilindro Schiedsrichter: Roberto Angel Settembrini, Sergio de Jesus Pacheco |
| 22. Juli 21:30 | Report | Punkte pro Viertel: 17 : 17, 27 : 19, 18 : 10, 11 : 20                                                 |         |                                                                       | El Cilindro Schiedsrichter: Roberto Angel Settembrini, Sergio de Jesus Pacheco |
| 22. Juli 21:30 | Report | Punkte: Trelonnie Owens 15 Rebounds: Trelonnie Owens 7 Assists: Martin Osimani, Gustavo Szczygielski 4 |         | Punkte: Diego Salas 18 Rebounds: Luis Julio 11 Assists: Victor Diaz 4 | El Cilindro Schiedsrichter: Roberto Angel Settembrini, Sergio de Jesus Pacheco |
| 22. Juli 21:30 | Report | |         |                                                                       | El Cilindro Schiedsrichter: Roberto Angel Settembrini, Sergio de Jesus Pacheco |

| 23. Juli 16:30 | Report | Venezuela                                                                                    | 98 – 66 | Paraguay                                                                                      | El Cilindro Schiedsrichter: Miguel Angel Nieto, Patricio Enrique Menares Vasquez |
| 23. Juli 16:30 | Report | Punkte pro Viertel: 32 : 16, 23 : 12, 17 : 18, 26 : 20                                       |         |                                                                                               | El Cilindro Schiedsrichter: Miguel Angel Nieto, Patricio Enrique Menares Vasquez |
| 23. Juli 16:30 | Report | Punkte: Victor Diaz 31 Rebounds: Tomás Aguilera 13 Assists: Tomás Aguilera, Rafael Guevara 5 |         | Punkte: Guillermo Capello 17 Rebounds: Roberto Bosch, Jose Tabakman 7 Assists: Daniel Perez 3 | El Cilindro Schiedsrichter: Miguel Angel Nieto, Patricio Enrique Menares Vasquez |
| 23. Juli 16:30 | Report |                                                                                              |         |                                                                                               | El Cilindro Schiedsrichter: Miguel Angel Nieto, Patricio Enrique Menares Vasquez |

| 23. Juli 18:30 | Report | Argentinien                                                                        | 66 – 87 | Brasilien                                                                  | El Cilindro Schiedsrichter: Victor Manuel Garcia Chacon, Cesar Augusto Rodriguez Esquivel |
| 23. Juli 18:30 | Report | Punkte pro Viertel: 15 : 27, 21 : 19, 16 : 22, 14 : 19                             |         |                                                                            | El Cilindro Schiedsrichter: Victor Manuel Garcia Chacon, Cesar Augusto Rodriguez Esquivel |
| 23. Juli 18:30 | Report | Punkte: Julio Mazzaro 12 Rebounds: Federico Kammerichs 6 Assists: Pablo Prigioni 4 |         | Punkte: Alex Garcia 20 Rebounds: Renato Pinto 8 Assists: Marcelo Machado 7 | El Cilindro Schiedsrichter: Victor Manuel Garcia Chacon, Cesar Augusto Rodriguez Esquivel |
| 23. Juli 18:30 | Report |                                                                                    |         |                                                                            | El Cilindro Schiedsrichter: Victor Manuel Garcia Chacon, Cesar Augusto Rodriguez Esquivel |

| 23. Juli 20:30 | Report | Uruguay                                                                            | 79 – 71 | Chile | El Cilindro Schiedsrichter: Rodrigo Lopez Desio, Guido Pedro Bobadilla Chavez |
| 23. Juli 20:30 | Report | Punkte pro Viertel: 14 : 16, 26 : 20, 14 : 20, 25 : 15                             |         | | El Cilindro Schiedsrichter: Rodrigo Lopez Desio, Guido Pedro Bobadilla Chavez |
| 23. Juli 20:30 | Report | Punkte: Juan Firpo 17 Rebounds: Gustavo Szczygielski 11 Assists: Leandro Morales 6 |         | Punkte: Patricio Moller 20 Rebounds: Patricio Moller 11 Assists: Erik Carrasco Follert, Patrick Carvajal 3 | El Cilindro Schiedsrichter: Rodrigo Lopez Desio, Guido Pedro Bobadilla Chavez |
| 23. Juli 20:30 | Report |                                                                                    |         | | El Cilindro Schiedsrichter: Rodrigo Lopez Desio, Guido Pedro Bobadilla Chavez |

| 24. Juli 17:00 | Report | Chile                                                                              | 78 – 98 | Venezuela                                                                       | El Cilindro Schiedsrichter: Sergio de Jesus Pacheco, Alvaro Dario Trias Iglesias |
| 24. Juli 17:00 | Report | Punkte pro Viertel: 26 : 28, 9 : 18, 24 : 24, 19 : 28                              |         |                                                                                 | El Cilindro Schiedsrichter: Sergio de Jesus Pacheco, Alvaro Dario Trias Iglesias |
| 24. Juli 17:00 | Report | Punkte: Patricio Moller 25 Rebounds: Patricio Moller 17 Assists: Patricio Moller 5 |         | Punkte: Victor Diaz 29 Rebounds: Tomás Aguilera 13 Assists: Yumerving Mijares 8 | El Cilindro Schiedsrichter: Sergio de Jesus Pacheco, Alvaro Dario Trias Iglesias |
| 24. Juli 17:00 | Report |                                                                                    |         |                                                                                 | El Cilindro Schiedsrichter: Sergio de Jesus Pacheco, Alvaro Dario Trias Iglesias |

| 24. Juli 19:15 | Report | Uruguay                                                                           | 71 – 75 | Brasilien                                                                         | El Cilindro Schiedsrichter: Victor Manuel Garcia Chacon, Roberto Angel Settembrini |
| 24. Juli 19:15 | Report | Punkte pro Viertel: 18 : 16, 22 : 15, 18 : 22, 13 : 22                            |         |                                                                                   | El Cilindro Schiedsrichter: Victor Manuel Garcia Chacon, Roberto Angel Settembrini |
| 24. Juli 19:15 | Report | Punkte: Mauricio Aguiar 18 Rebounds: Trelonnie Owens 8 Assists: Trelonnie Owens 5 |         | Punkte: Marcelo Machado 18 Rebounds: Tiago Splitter 10 Assists: Valter Da Silva 6 | El Cilindro Schiedsrichter: Victor Manuel Garcia Chacon, Roberto Angel Settembrini |
| 24. Juli 19:15 | Report |                                                                                   |         |                                                                                   | El Cilindro Schiedsrichter: Victor Manuel Garcia Chacon, Roberto Angel Settembrini |

| 24. Juli 21:15 | Report | Argentinien                                                                        | 115 – 41 | Paraguay | El Cilindro Schiedsrichter: Patricio Enrique Menares Vasquez, Rodrigo Lopez Desio |
| 24. Juli 21:15 | Report | Punkte pro Viertel: 32 : 10, 23 : 16, 29 : 11, 31 : 4                              |          | | El Cilindro Schiedsrichter: Patricio Enrique Menares Vasquez, Rodrigo Lopez Desio |
| 24. Juli 21:15 | Report | Punkte: Federico Kammerichs 15 Rebounds: Roman Gonzalez 9 Assists: Bruno Labaque 8 |          | Punkte: Guillermo Capello 25 Rebounds: Daniel Perez 6 Assists: Renzo Ferrari, Francisco Guillen, Adrian Amadeo, Guillermo Capello 1 | El Cilindro Schiedsrichter: Patricio Enrique Menares Vasquez, Rodrigo Lopez Desio |
| 24. Juli 21:15 | Report |                                                                                    |          | | El Cilindro Schiedsrichter: Patricio Enrique Menares Vasquez, Rodrigo Lopez Desio |

| 25. Juli 16:30 | Report | Venezuela                                                                  | 73 – 94 | Argentinien | El Cilindro Schiedsrichter: Victor Manuel Garcia Chacon, Alvaro Dario Trias Iglesias |
| 25. Juli 16:30 | Report | Punkte pro Viertel: 19 : 25, 21 : 21, 12 : 23, 21 : 25                     |         | | El Cilindro Schiedsrichter: Victor Manuel Garcia Chacon, Alvaro Dario Trias Iglesias |
| 25. Juli 16:30 | Report | Punkte: Luis Julio 23 Rebounds: Luis Julio 11 Assists: Yumerving Mijares 2 |         | Punkte: Julio Mazzaro 16 Rebounds: Leo Gutierrez, Leandro Palladino 5 Assists: Federico Kammerichs, Pablo Prigioni 4 | El Cilindro Schiedsrichter: Victor Manuel Garcia Chacon, Alvaro Dario Trias Iglesias |
| 25. Juli 16:30 | Report |                                                                            |         | | El Cilindro Schiedsrichter: Victor Manuel Garcia Chacon, Alvaro Dario Trias Iglesias |

| 25. Juli 18:30 | Report | Chile                                                                                      | 71 – 94 | Brasilien                                                                              | El Cilindro Schiedsrichter: Guido Pedro Bobadilla Chavez, Miguel Angel Nieto |
| 25. Juli 18:30 | Report | Punkte pro Viertel: 15 : 27, 17 : 21, 27 : 23, 12 : 23                                     |         |                                                                                        | El Cilindro Schiedsrichter: Guido Pedro Bobadilla Chavez, Miguel Angel Nieto |
| 25. Juli 18:30 | Report | Punkte: Alexander Miller, Jorge Molina 15 Rebounds: Jorge Molina 7 Assists: Erik Follert 3 |         | Punkte: Marcelo Machado 19 Rebounds: Anderson Varejao 15 Assists: Demétrius Ferraciú 4 | El Cilindro Schiedsrichter: Guido Pedro Bobadilla Chavez, Miguel Angel Nieto |
| 25. Juli 18:30 | Report |                                                                                            |         |                                                                                        | El Cilindro Schiedsrichter: Guido Pedro Bobadilla Chavez, Miguel Angel Nieto |

| 25. Juli 20:30 | Report | Uruguay                                                                         | 92 – 63 | Paraguay                                                                                              | El Cilindro Schiedsrichter: Cesar Augusto Rodriguez Esquivel, Patricio Enrique Menares Vasquez |
| 25. Juli 20:30 | Report | Punkte pro Viertel: 15 : 14, 26 : 19, 25 : 15, 26 : 15                          |         | | El Cilindro Schiedsrichter: Cesar Augusto Rodriguez Esquivel, Patricio Enrique Menares Vasquez |
| 25. Juli 20:30 | Report | Punkte: Juan Firpo 18 Rebounds: Esteban Hernandez 11 Assists: Trelonnie Owens 4 |         | Punkte: Guillermo Capello 17 Rebounds: Francisco Guillen 8 Assists: Guillermo Capello, Daniel Perez 2 | El Cilindro Schiedsrichter: Cesar Augusto Rodriguez Esquivel, Patricio Enrique Menares Vasquez |
| 25. Juli 20:30 | Report |                                                                                 |         | | El Cilindro Schiedsrichter: Cesar Augusto Rodriguez Esquivel, Patricio Enrique Menares Vasquez |

| 26. Juli 18:00 | Report | Chile                                                                                          | 85 – 56 | Paraguay                                                                  | El Cilindro Schiedsrichter: Rodrigo Lopez Desio, Alvaro Dario Trias Iglesias |
| 26. Juli 18:00 | Report | Punkte pro Viertel: 16 : 16, 15 : 13, 27 : 13, 27 : 14                                         |         |                                                                           | El Cilindro Schiedsrichter: Rodrigo Lopez Desio, Alvaro Dario Trias Iglesias |
| 26. Juli 18:00 | Report | Punkte: Patrick Carvajal 26 Rebounds: Patrick Carvajal 9 Assists: Erik Follert, Pablo Oyarzo 4 |         | Punkte: Daniel Perez 12 Rebounds: Roberto Bosch 8 Assists: Daniel Perez 4 | El Cilindro Schiedsrichter: Rodrigo Lopez Desio, Alvaro Dario Trias Iglesias |
| 26. Juli 18:00 | Report |                                                                                                |         |                                                                           | El Cilindro Schiedsrichter: Rodrigo Lopez Desio, Alvaro Dario Trias Iglesias |

| 26. Juli 20:00 | Report | Venezuela                                                                       | 94 – 95 | Brasilien                                                                              | El Cilindro Schiedsrichter: Roberto Angel Settembrini, Cesar Augusto Rodriguez Esquivel |
| 26. Juli 20:00 | Report | Punkte pro Viertel: 21 : 27, 24 : 22, 20 : 19, 9 : 10                           |         |                                                                                        | El Cilindro Schiedsrichter: Roberto Angel Settembrini, Cesar Augusto Rodriguez Esquivel |
| 26. Juli 20:00 | Report | Punkte: Diego Salas 22 Rebounds: Tomás Aguilera 16 Assists: Yumerving Mijares 6 |         | Punkte: Guilherme Giovannoni 19 Rebounds: Tomás Aguilera 8 Assists: Anderson Varejao 7 | El Cilindro Schiedsrichter: Roberto Angel Settembrini, Cesar Augusto Rodriguez Esquivel |
| 26. Juli 20:00 | Report |                                                                                 |         |                                                                                        | El Cilindro Schiedsrichter: Roberto Angel Settembrini, Cesar Augusto Rodriguez Esquivel |

| 26. Juli 22:00 | Report | Uruguay                                                                     | 64 – 95 | Argentinien                                                                                               | El Cilindro Schiedsrichter: Victor Manuel Garcia Chacon, Sergio de Jesus Pacheco |
| 26. Juli 22:00 | Report | Punkte pro Viertel: 15 : 22, 21 : 22, 14 : 35, 14 : 16                      |         | | El Cilindro Schiedsrichter: Victor Manuel Garcia Chacon, Sergio de Jesus Pacheco |
| 26. Juli 22:00 | Report | Punkte: Juan Firpo 17 Rebounds: Trelonnie Owens 9 Assists: Martin Osimani 4 |         | Punkte: Federico Kammerichs, Pablo Prigioni 16 Rebounds: Federico Kammerichs 11 Assists: Pablo Prigioni 8 | El Cilindro Schiedsrichter: Victor Manuel Garcia Chacon, Sergio de Jesus Pacheco |
| 26. Juli 22:00 | Report |                                                                             |         | | El Cilindro Schiedsrichter: Victor Manuel Garcia Chacon, Sergio de Jesus Pacheco |

### Spiel um Platz drei
| 27. Juli 18:30 | Report | Uruguay                                                                                               | 88 – 82 | Venezuela                                                                | El Cilindro Schiedsrichter: Victor Manuel Garcia Chacon |
| 27. Juli 18:30 | Report | Punkte pro Viertel: 26 : 27, 17 : 18, 19 : 19, 26 : 18                                                |         |                                                                          | El Cilindro Schiedsrichter: Victor Manuel Garcia Chacon |
| 27. Juli 18:30 | Report | Punkte: Alejandro Barboza, Trelonnie Owens 22 Rebounds: Esteban Hernandez 10 Assists: Luis Silveira 7 |         | Punkte: Rafael Guevara 21 Rebounds: Luis Julio 12 Assists: Diego Salas 5 | El Cilindro Schiedsrichter: Victor Manuel Garcia Chacon |
| 27. Juli 18:30 | Report | |         |                                                                          | El Cilindro Schiedsrichter: Victor Manuel Garcia Chacon |

### Finale
| 27. Juli 20:30 | Report | Brasilien                                                                            | 83 – 80 | Argentinien | El Cilindro Schiedsrichter: Alvaro Dario Trias Iglesias, Rodrigo Lopez Desio |
| 27. Juli 20:30 | Report | Punkte pro Viertel: 22 : 21, 23 : 19, 17 : 20, 21 : 20                               |         | | El Cilindro Schiedsrichter: Alvaro Dario Trias Iglesias, Rodrigo Lopez Desio |
| 27. Juli 20:30 | Report | Punkte: Guilherme Giovannoni 16 Rebounds: Tiago Splitter 4 Assists: Tiago Splitter 6 |         | Punkte: Federico Kammerichs 15 Rebounds: Federico Kammerichs 14 Assists: Federico Kammerichs, Pablo Prigioni 4 | El Cilindro Schiedsrichter: Alvaro Dario Trias Iglesias, Rodrigo Lopez Desio |
| 27. Juli 20:30 | Report |                                                                                      |         | | El Cilindro Schiedsrichter: Alvaro Dario Trias Iglesias, Rodrigo Lopez Desio |

| Brasilien                |
| Meister Brasilien        |
| Sechzehnte Meisterschaft |

## Individuelle Statistiken

### Punkte
| Gesamt | Gesamt                        | Gesamt | pro Spiel | pro Spiel                     | pro Spiel    |
| Platz  | Name                          | Anzahl | Platz     | Name                          | Durchschnitt |
| ------ | ----------------------------- | ------ | --------- | ----------------------------- | ------------ |
| 1      | Victor Diaz                   | 135    | 1         | Victor Diaz                   | 22,5         |
| 2      | Diego Alejandro Guevara Salas | 94     | 2         | Patrick Saez Carvajal         | 19,0         |
| 3      | Guilherme Giovannoni          | 93     | 3         | Patricio Briones Moller       | 17,6         |
| 4      | Marcelo Machado               | 91     | 4         | Diego Alejandro Guevara Salas | 15,7         |
| 5      | Patricio Briones Moller       | 88     | 5         | Guilherme Giovannoni          | 15,5         |

### Rebounds
| Gesamt | Gesamt                  | Gesamt | pro Spiel | pro Spiel               | pro Spiel    |
| Platz  | Name                    | Anzahl | Platz     | Name                    | Durchschnitt |
| ------ | ----------------------- | ------ | --------- | ----------------------- | ------------ |
| 1      | Tomás Aguilera          | 62     | 1         | Tomás Aguilera          | 10,3         |
| 2      | Luis Julio              | 50     | 2         | Patricio Briones Moller | 9,2          |
| 3      | Federico Kammerichs     | 48     | 3         | Luis Julio              | 8,3          |
| 4      | Patricio Briones Moller | 46     | 4         | Federico Kammerichs     | 8,0          |
| 5      | Trelonnie Dewel Owens   | 38     | 5         | Anderson Varejao        | 6,6          |

### Assists
| Gesamt | Gesamt              | Gesamt | pro Spiel | pro Spiel           | pro Spiel    |
| Platz  | Name                | Anzahl | Platz     | Name                | Durchschnitt |
| ------ | ------------------- | ------ | --------- | ------------------- | ------------ |
| 1      | Pablo Prigioni      | 26     | 1         | Pablo Prigioni      | 4,3          |
| 2      | Marcelo Machado     | 21     | 2         | Marcelo Machado     | 3,5          |
| 3      | Rafael Guevara      | 20     | 3         | Rafael Guevara      | 3,3          |
|        | Yumerving Mijares   | 20     |           | Yumerving Mijares   | 3,3          |
| 5      | Federico Kammerichs | 19     | 5         | Federico Kammerichs | 3,2          |

### Steals
| Gesamt | Gesamt          | Gesamt | pro Spiel | pro Spiel             | pro Spiel    |
| Platz  | Name            | Anzahl | Platz     | Name                  | Durchschnitt |
| ------ | --------------- | ------ | --------- | --------------------- | ------------ |
| 1      | Luis Silveira   | 17     | 1         | Luis Silveira         | 2,8          |
| 2      | Valter Da Silva | 16     | 2         | Valter Da Silva       | 2,7          |
| 3      | Marcelo Machado | 13     | 3         | Patrick Saez Carvajal | 2,3          |
| 4      | Pablo Prigioni  | 12     | 4         | Marcelo Machado       | 2,2          |
|        | Paolo Quinteros | 12     | 5         | Pablo Prigioni        | 2,0          |
|        |                 |        |           | Paolo Quinteros       | 2,0          |

### Blocks
| Gesamt | Gesamt                       | Gesamt | pro Spiel | pro Spiel                    | pro Spiel    |
| Platz  | Name                         | Anzahl | Platz     | Name                         | Durchschnitt |
| ------ | ---------------------------- | ------ | --------- | ---------------------------- | ------------ |
| 1      | Anderson Varejao             | 11     | 1         | Anderson Varejao             | 2,2          |
| 2      | Rosmel Leonel Blanco Pantoja | 10     | 2         | Rosmel Leonel Blanco Pantoja | 2,0          |
| 3      | Tiago Splitter               | 9      | 3         | Tiago Splitter               | 1,5          |
| 4      | Trelonnie Dewel Owens        | 8      | 4         | Trelonnie Dewel Owens        | 1,3          |
| 5      | Gustavo Szczygielski         | 6      | 5         | Martin Leiva                 | 1,0          |
|        |                              |        |           | Gustavo Szczygielski         | 1,0          |

## Abschlussplatzierung
1. Brasilien
2. Argentinien
3. Uruguay
4. Venezuela
5. Chile
6. Paraguay